# Pro League 2015-2016
La Jupiler Pro League 2015-2016 è stata la 113ª edizione della massima serie del campionato di calcio belga, sponsorizzato dalla Jupiler per il 22º anno consecutivo. La stagione è iniziata il 24 luglio 2015 e si è conclusa il 29 maggio 2016. Il Gent era la squadra campione in carica, avendo vinto il primo titolo della sua storia nell'edizione 2014-2015. Il campionato è stato vinto dal Club Bruges.

## Stagione

### Novità
Dalla Pro League 2014-2015 sono stati retrocessi il Cercle Bruges, ultimo classificato, e il Lierse, attraverso i play-off promozione-retrocessione. Al loro posto sono stati promossi dalla Tweede klasse 2014-2015 il Sint-Truiden, primo classificato, e l'OH Leuven, vincitore dei play-off promozione-retrocessione.
Rispetto alla stagione precedente sono state introdotte delle novità regolamentari:
- verrà retrocessa in Division 1-B solamente la squadra classificatasi al 16º posto e non saranno organizzati play-off con squadre della Tweede klasse[1];
- la squadra che termina la stagione regolare al primo posto si qualifica alle competizioni europee indipendentemente dal suo posizionamento nei play-off scudetto; se manca la qualificazione alla UEFA Champions League, viene ammessa al terzo turno di qualificazione della UEFA Europa League o alla fase a gironi se la vincitrice della Coppa del Belgio 2015-2016 si qualifica in UEFA Champions League attraverso il campionato[2];
- se nei play-off scudetto una o più squadre terminano a pari punti, la discriminante sarà la posizione in classifica nella stagione regolare[2];
- il numero di cartellini gialli accumulati dai singoli giocatori nel corso della stagione regolare verrà azzerato all'inizio dei play-off, dove la squalifica del singolo giocatore scatterà al terzo cartellino giallo e non al quinto (come succede durante la stagione regolare)[2].

### Formula
Le 16 squadre partecipanti si affrontano in un girone di andata e ritorno, per un totale di 30 giornate.
Le prime 6 classificate partecipano ai play-off scudetto, affrontandosi in un girone di andata e ritorno di 10 giornate. Le squadre partono con la metà dei punti conquistati nella stagione regolare, arrotondata per eccesso. La squadra campione del Belgio e la seconda classificata si qualificano rispettivamente per la fase a gironi e per il terzo turno di qualificazione della UEFA Champions League 2016-2017. La terza classificata si qualifica per il terzo turno di qualificazione della UEFA Europa League 2016-2017.
Le squadre classificate dal 7º al 14º posto partecipano ai play-off per l'Europa League. Le squadre sono divise in due gironi di 4, con partite di andata e ritorno per un totale di 6 giornate. Le vincenti dei due gironi si affrontano in partite di andata e ritorno. La squadra vincente affronta quindi la quarta classificata dei play-off scudetto con partite di andata e ritorno. La vincente di questo confronto si qualifica per il secondo turno di qualificazione della UEFA Europa League 2015-2016.
L'ultima classificata (16º posto) retrocede in Division 1-B.

## Squadre partecipanti
| Club              | Stagione | Città        | Stadio                         | Stagione 2014-2015        |
| ----------------- | -------- | ------------ | ------------------------------ | ------------------------- |
| Anderlecht        | dettagli | Anderlecht   | Constant Vanden Stock Stadium  | 3º posto in Pro League    |
| Charleroi         | dettagli | Charleroi    | Stade du Pays de Charleroi     | 5º posto in Pro League    |
| Club Bruges       | dettagli | Bruges       | Stadio Jan Breydel             | 2º posto in Pro League    |
| Genk              | dettagli | Genk         | Cristal Arena                  | 7º posto in Pro League    |
| Gent              | dettagli | Gent         | Ghelamco Arena                 | Campione del Belgio       |
| Kortrijk          | dettagli | Courtrai     | Guldensporen Stadion           | 6º posto in Pro League    |
| Lokeren           | dettagli | Lokeren      | Daknamstadion                  | 8º posto in Pro League    |
| Malines           | dettagli | Malines      | Argosstadion Achter de Kazerne | 9º posto in Pro League    |
| Mouscron-Péruwelz | dettagli | Mouscron     | Stadio Le Canonnier            | 13º posto in Pro League   |
| OH Lovanio        | dettagli | Lovanio      | Den Dreef                      | 5º posto in Tweede klasse |
| Ostenda           | dettagli | Ostenda      | Albertpark Stadion             | 10º posto in Pro League   |
| Sint-Truiden      | dettagli | Sint-Truiden | Stayen                         | 1º posto in Tweede klasse |
| Standard Liegi    | dettagli | Liegi        | Sclessin Stadion               | 4º posto in Pro League    |
| Waasland-Beveren  | dettagli | Beveren      | Freethiel Stadion              | 14º posto in Pro League   |
| Westerlo          | dettagli | Westerlo     | Het Kuipje                     | 11º posto in Pro League   |
| Zulte Waregem     | dettagli | Waregem      | Regenboogstadion               | 12º posto in Pro League   |

## Stagione regolare

### Classifica finale
|  | Pos. | Squadra           | Pt | G  | V  | N  | P  | GF | GS | DR  |
|  | ---- | ----------------- | -- | -- | -- | -- | -- | -- | -- | --- |
|  | 1.   | Club Bruges       | 64 | 30 | 21 | 1  | 8  | 64 | 30 | +34 |
|  | 2.   | Gent              | 60 | 30 | 17 | 9  | 4  | 56 | 29 | +27 |
|  | 3.   | Anderlecht        | 55 | 30 | 15 | 10 | 5  | 51 | 29 | +22 |
|  | 4.   | Ostenda           | 49 | 30 | 14 | 7  | 9  | 55 | 44 | +11 |
|  | 5.   | Genk              | 48 | 30 | 14 | 6  | 10 | 42 | 30 | +12 |
|  | 6.   | Zulte Waregem     | 43 | 30 | 12 | 7  | 11 | 51 | 50 | +1  |
|  | 7.   | Standard Liegi    | 41 | 30 | 12 | 5  | 13 | 41 | 51 | -10 |
|  | 8.   | Charleroi         | 39 | 30 | 10 | 9  | 11 | 36 | 39 | -3  |
|  | 9.   | Kortrijk          | 39 | 30 | 10 | 9  | 11 | 31 | 35 | -4  |
|  | 10.  | Malines           | 37 | 30 | 10 | 7  | 13 | 48 | 50 | -2  |
|  | 11.  | Lokeren           | 34 | 30 | 8  | 10 | 12 | 35 | 40 | -5  |
|  | 12.  | Waasland-Beveren  | 33 | 30 | 9  | 6  | 15 | 40 | 57 | -17 |
|  | 13.  | Sint-Truiden      | 30 | 30 | 8  | 6  | 16 | 28 | 47 | -19 |
|  | 14.  | Mouscron-Péruwelz | 30 | 30 | 7  | 9  | 14 | 39 | 51 | -12 |
|  | 15.  | Westerlo          | 30 | 30 | 7  | 9  | 14 | 35 | 59 | -24 |
|  | 16.  | OH Lovanio        | 29 | 30 | 7  | 8  | 15 | 42 | 53 | -11 |

Legenda:

      Ammesse ai play-off scudetto

      Ammesse ai play-off Europa League

      Retrocessa in Division 1-B 2016-2017

Note:

Tre punti a vittoria, uno a pareggio, zero a sconfitta.
La classifica viene stilata secondo i seguenti criteri:
- Punti conquistati
- Partite vinte
- Differenza reti generale
- Reti totali realizzate
- Reti realizzate fuori casa
- Partite vinte in trasferta
- Spareggio

### Risultati
|                   | And  | Cha  | ClB  | Gnk  | Gnt  | Kor  | Lok  | Mec  | Mou  | OHL  | Ost  | SiT  | Sta  | Waa  | Wes  | ZWa  |
| ----------------- | ---- | ---- | ---- | ---- | ---- | ---- | ---- | ---- | ---- | ---- | ---- | ---- | ---- | ---- | ---- | ---- |
| Anderlecht        | –––– | 2-1  | 3-1  | 0-0  | 1-1  | 3-0  | 1-0  | 1-1  | 2-0  | 3-2  | 1-1  | 1-0  | 3-3  | 3-2  | 2-1  | 3-0  |
| Charleroi         | 1-1  | –––– | 0-0  | 1-0  | 1-1  | 1-1  | 1-2  | 3-2  | 2-1  | 2-1  | 1-1  | 0-0  | 2-3  | 2-3  | 0-0  | 3-0  |
| Club Bruges       | 1-4  | 2-1  | –––– | 1-0  | 1-0  | 2-1  | 2-1  | 3-0  | 3-0  | 2-0  | 1-0  | 3-0  | 7-1  | 5-1  | 6-0  | 3-0  |
| Genk              | 0-0  | 2-0  | 3-2  | –––– | 0-1  | 1-0  | 0-2  | 3-1  | 0-4  | 3-1  | 4-1  | 3-0  | 3-1  | 6-1  | 2-1  | 2-1  |
| Gent              | 2-0  | 1-3  | 4-1  | 1-0  | –––– | 3-0  | 3-1  | 2-2  | 2-0  | 1-1  | 2-2  | 1-0  | 4-1  | 2-1  | 5-0  | 2-2  |
| Kortrijk          | 4-2  | 2-0  | 1-4  | 1-0  | 0-0  | –––– | 0-0  | 1-0  | 1-3  | 0-0  | 1-2  | 3-0  | 2-1  | 3-1  | 1-1  | 1-0  |
| Lokeren           | 1-1  | 2-2  | 0-1  | 0-0  | 1-2  | 3-1  | –––– | 2-0  | 1-2  | 1-2  | 0-1  | 1-1  | 0-2  | 1-2  | 2-1  | 1-1  |
| Mechelen          | 2-2  | 0-1  | 1-4  | 1-1  | 2-0  | 0-2  | 1-1  | –––– | 3-1  | 2-1  | 2-1  | 3-0  | 4-0  | 2-0  | 2-2  | 3-4  |
| Mouscron Peruwelz | 2-1  | 0-1  | 2-1  | 0-1  | 1-2  | 0-1  | 1-1  | 2-3  | –––– | 3-1  | 2-2  | 0-2  | 1-1  | 0-1  | 2-2  | 2-2  |
| OH Leuven         | 0-2  | 2-0  | 0-1  | 1-3  | 0-2  | 1-0  | 3-3  | 3-1  | 1-1  | –––– | 4-1  | 1-0  | 0-2  | 0-2  | 5-1  | 2-3  |
| Ostenda           | 3-1  | 2-1  | 0-2  | 3-2  | 5-2  | 1-0  | 2-0  | 3-1  | 3-3  | 3-0  | –––– | 1-2  | 4-1  | 3-3  | 2-1  | 0-2  |
| Sint-Truiden      | 1-2  | 1-1  | 2-1  | 3-1  | 0-2  | 2-1  | 1-1  | 0-3  | 0-1  | 2-2  | 1-1  | –––– | 1-0  | 1-3  | 1-2  | 1-2  |
| Standard Liegi    | 1-0  | 3-0  | 2-0  | 2-1  | 0-3  | 1-1  | 0-1  | 2-1  | 3-0  | 2-2  | 1-2  | 1-2  | –––– | 1-0  | 1-2  | 2-1  |
| Waasland Beveren  | 1-0  | 0-1  | 1-2  | 0-1  | 1-3  | 2-1  | 2-3  | 0-0  | 3-3  | 2-2  | 1-5  | 2-1  | 0-0  | –––– | 2-2  | 2-1  |
| Westerlo          | 0-3  | 2-1  | 0-2  | 0-0  | 1-1  | 1-1  | 1-2  | 3-2  | 2-2  | 3-2  | 0-1  | 0-3  | 2-0  | 1-0  | –––– | 1-2  |
| Zulte Waregem     | 0-4  | 2-3  | 2-0  | 0-0  | 1-1  | 2-2  | 3-1  | 2-3  | 3-0  | 2-2  | 1-0  | 4-0  | 2-3  | 2-1  | 4-2  | –––– |

## Play-off scudetto

### Classifica finale
|                   | Pos. | Squadra       | Pt | G  | V | N | P | GF | GS | DR  |
| ----------------- | ---- | ------------- | -- | -- | - | - | - | -- | -- | --- |
| Belgio (bandiera) | 1.   | Club Bruges   | 54 | 10 | 7 | 1 | 2 | 25 | 9  | +16 |
|                   | 2.   | Anderlecht    | 47 | 10 | 6 | 1 | 3 | 15 | 16 | -1  |
|                   | 3.   | Gent          | 42 | 10 | 3 | 3 | 4 | 10 | 15 | -5  |
|                   | 4.   | Genk          | 40 | 10 | 5 | 1 | 4 | 20 | 13 | +7  |
|                   | 5.   | Ostenda       | 36 | 10 | 3 | 2 | 5 | 14 | 19 | -5  |
|                   | 6.   | Zulte Waregem | 27 | 10 | 1 | 2 | 7 | 11 | 23 | -12 |

Legenda:

      Campione del Belgio e ammessa alla UEFA Champions League 2016-2017
      Ammessa alla UEFA Champions League 2016-2017
      Ammessa alla UEFA Europa League 2016-2017
 Ammessa al Test-Match contro la vincente dei play-off Europa League

Club Bruges: 32 punti
Gent: 30 punti
Anderlecht: 28 punti
Ostenda: 25 punti
Genk: 24 punti
Zulte Waregem: 22 punti
Note:

Tre punti a vittoria, uno a pareggio, zero a sconfitta.
La classifica viene stilata secondo i seguenti criteri:
- Punti conquistati
- Partite vinte
- Differenza reti generale
- Reti totali realizzate
- Reti realizzate fuori casa
- Partite vinte in trasferta
- Spareggio

### Risultati
|               | And  | ClB  | Gnk  | Gnt  | Ost  | ZWa  |
| ------------- | ---- | ---- | ---- | ---- | ---- | ---- |
| Anderlecht    | –––– | 1-0  | 1-0  | 2-0  | 2-1  | 2-0  |
| Club Bruges   | 4-0  | –––– | 3-1  | 2-0  | 2-2  | 5-0  |
| Genk          | 5-2  | 4-2  | –––– | 1-2  | 4-0  | 2-0  |
| Gent          | 1-1  | 1-4  | 0-0  | –––– | 2-0  | 1-1  |
| Ostenda       | 4-2  | 0-1  | 2-1  | 0-1  | –––– | 3-3  |
| Zulte Waregem | 1-2  | 0-2  | 1-2  | 4-2  | 1-2  | –––– |

## Play-off Europa League

### Girone A
Nel girone A vengono inserite le squadre classificatesi ai posti 7º, 9º, 12º e 14º della stagione regolare.

#### Classifica finale
|  | Pos. | Squadra           | Pt | G | V | N | P | GF | GS | DR |
|  | ---- | ----------------- | -- | - | - | - | - | -- | -- | -- |
|  | 1.   | Kortrijk          | 14 | 6 | 4 | 2 | 0 | 13 | 8  | +7 |
|  | 2.   | Standard Liegi    | 10 | 6 | 3 | 1 | 2 | 8  | 5  | +3 |
|  | 3.   | Mouscron-Péruwelz | 5  | 6 | 1 | 2 | 3 | 5  | 8  | -3 |
|  | 4.   | Waasland-Beveren  | 4  | 6 | 1 | 1 | 4 | 3  | 11 | -8 |

Legenda:

      Ammessa allo spareggio Europa League
Note:

Tre punti a vittoria, uno a pareggio, zero a sconfitta.
La classifica viene stilata secondo i seguenti criteri:
- Punti conquistati
- Partite vinte
- Differenza reti generale
- Reti totali realizzate
- Reti realizzate fuori casa
- Partite vinte in trasferta
- Spareggio

#### Risultati
|                   | Kor  | Mou  | Sta  | Waa  |
| ----------------- | ---- | ---- | ---- | ---- |
| Kortrijk          | –––– | 0-0  | 1-0  | 5-0  |
| Mouscron Peruwelz | 2-3  | –––– | 2-0  | 0-0  |
| Standard Liegi    | 1-1  | 4-1  | –––– | 2-0  |
| Waasland Beveren  | 2-3  | 1-0  | 0-1  | –––– |

### Girone B
Nel girone B vengono inserite le squadre classificatesi ai posti 8º, 10º, 11º e 13º della stagione regolare.

#### Classifica finale
|  | Pos. | Squadra      | Pt | G | V | N | P | GF | GS | DR |
|  | ---- | ------------ | -- | - | - | - | - | -- | -- | -- |
|  | 1.   | Charleroi    | 11 | 6 | 3 | 2 | 1 | 13 | 6  | +7 |
|  | 2.   | Lokeren      | 11 | 6 | 3 | 2 | 1 | 12 | 7  | +5 |
|  | 3.   | Malines      | 7  | 6 | 2 | 1 | 3 | 7  | 14 | -7 |
|  | 4.   | Sint-Truiden | 3  | 6 | 0 | 3 | 3 | 4  | 9  | -5 |

Legenda:

      Ammessa allo spareggio Europa League
Note:

Tre punti a vittoria, uno a pareggio, zero a sconfitta.
La classifica viene stilata secondo i seguenti criteri:
- Punti conquistati
- Partite vinte
- Differenza reti generale
- Reti totali realizzate
- Reti realizzate fuori casa
- Partite vinte in trasferta
- Spareggio

#### Risultati
|              | Cha  | Lok  | Mec  | SiT  |
| ------------ | ---- | ---- | ---- | ---- |
| Charleroi    | –––– | 2-2  | 4-0  | 1-1  |
| Lokeren      | 1-0  | –––– | 5-1  | 1-0  |
| Mechelen     | 2-3  | 2-1  | –––– | 1-1  |
| Sint-Truiden | 0-3  | 2-2  | 0-1  | –––– |

### Finale play-off
Le squadre vincenti i due gironi si sono sfidate per decidere la squadra che avrebbe affrontato la quarta qualificata della Poule Scudetto per un posto nel secondo turno di qualificazione della UEFA Europa League 2016-2017.
| Squadra 1 | Totale | Squadra 2 | Andata | Ritorno |
| --------- | ------ | --------- | ------ | ------- |
| Charleroi | 3 - 1  | Kortrijk  | 1 - 0  | 2 - 1   |

### Test-match per l'Europa League
Si sono sfidate la vincente della finale play-off e la quarta della Poule Scudetto per un posto nel secondo turno di qualificazione della UEFA Europa League 2016-2017.
| Squadra 1 | Totale | Squadra 2 | Andata | Ritorno |
| --------- | ------ | --------- | ------ | ------- |
| Charleroi | 3 - 5  | Genk      | 2 - 0  | 1 - 5   |

## Statistiche

### Classifica marcatori
Fonte: sito ufficiale
| Gol |  |  | Giocatore          | Squadra          |
| --- |  |  | ------------------ | ---------------- |
| 20  |  |  | Mbaye Leye         | Zulte Waregem    |
| 20  |  |  | Jérémy Perbet      | Charleroi        |
| 17  |  |  | Sofiane Hanni      | Malines          |
| 16  |  |  | Abdoulay Diaby     | Club Bruges      |
| 15  |  |  | Stefano Okaka      | Anderlecht       |
| 14  |  |  | Laurent Depoitre   | Gent             |
| 14  |  |  | Jelle Vossen       | Club Bruges      |
| 14  |  |  | Gohi Bi Cyriac     | Ostenda          |
| 13  |  |  | Frederic Gounongbe | Westerlo         |
| 13  |  |  | Sven Kums          | Gent             |
| 13  |  |  | Knowledge Musona   | Ostenda          |
| 12  |  |  | Hamdi Harbaoui     | Lokeren          |
| 11  |  |  | Ivan Santini       | Standard Liegi   |
| 10  |  |  | Zinho Gano         | Waasland-Beveren |
| 10  |  |  | Christoph Lepoint  | Zulte Waregem    |
| 10  |  |  | Hans Vanaken       | Club Bruges      |

## Verdetti finali
- Club Bruges Campione del Belgio ed ammesso alla fase a gironi della UEFA Champions League 2016-2017.
- Anderlecht ammesso al terzo turno di qualificazione della UEFA Champions League 2016-2017.
- Standard Liegi (vincitore della Coppa del Belgio 2015-2016) ammesso alla fase a gironi della UEFA Europa League 2016-2017; Gent ammesso al terzo turno di qualificazione; Genk ammesso al secondo turno di qualificazione.
- OH Leuven retrocesso in Division 1-B.

## Diritti TV
In Italia, i diritti televisivi di questo campionato sono detenuti da Sportitalia.